# پل آلن (بازیکن فوتبال)
پل آلن (به انگلیسی: Paul Allen) (زاده ۲۸ اوت ۱۹۶۲) بازیکن فوتبال اهل کشور انگلستان است.
وی سابقه عضویت در باشگاه‌های وستهام یونایتد، تاتنهام، ساوت‌همپتون، لوتون تاون، استوک سیتی، سوئیندون تاون، بریستول سیتی، میلوال و تاروک و همچنین تیم ملی فوتبال زیر ۲۱ سال انگلستان را دارد.

## افتخارات
وستهام یونایتد
- جام حذفی فوتبال انگلستان قهرمان: ۱۹۸۰

تاتنهام هاتسپر
- جام حذفی فوتبال انگلستان قهرمان: ۱۹۹۱
- نایب قهرمان: ۱۹۸۷
- جام خیریه انگلستان قهرمان: ۱۹۹۱

سوئیندون تاون
- لیگ دسته دوم فوتبال انگلستان قهرمانی: ۹۶–۱۹۹۵

شخصی
- بازیکن سال وستهام یونایتد: ۱۹۸۵
- بازیکن سال تاتنهام هاتسپر: ۱۹۹۱